# Регенсберг
Регенсберг (нім. Regensberg) — місто  в Швейцарії в кантоні Цюрих, округ Дільсдорф.

## Географія
Місто розташоване на відстані близько 100 км на північний схід від Берна, 15 км на північний захід від Цюриха.
Регенсберг має площу 2,4 км², з яких на 9,2% дозволяється будівництво (житлове та будівництво доріг), 33,9% використовуються в сільськогосподарських цілях, 55,6% зайнято лісами, 1,3% не є продуктивними (річки, льодовики або гори).

## Демографія
2019 року в місті мешкало 469 осіб (-4,5% порівняно з 2010 роком), іноземців було 16,2%. Густота населення становила 198 осіб/км².
За віковим діапазоном населення розподілялося таким чином: 18,3% — особи молодші 20 років, 61,4% — особи у віці 20—64 років, 20,3% — особи у віці 65 років та старші. Було 224 помешкань (у середньому 2,1 особи в помешканні).
Із загальної кількості 258 працюючих 19 було зайнятих в первинному секторі, 6 — в обробній промисловості, 233 — в галузі послуг.